# プロピレングリコール脂肪酸エステル
プロピレングリコール脂肪酸エステル（プロピレングリコールしぼうさんエステル）は、プロピレングリコールと脂肪酸のエステルであり、乳化剤の一種。

## 性質、用途
疎水性乳化剤の一種であり、食品用として認可された乳化剤の中では最も単純な構造を持つ。プロピレングリコールは水酸基を2つ持ち、モノエステルとジエステルを得ることが出来るが、ジエステルは界面活性作用を持たないため、乳化剤として使用されるのはモノエステルのみである。
```
CH
3
|
CHOH
|
CH
2
OCOR
```

使用される脂肪酸は、ステアリン酸を約65%含んだ牛脂硬化油脂肪酸や、ステアリン酸を90%以上含んだ大豆硬化油脂肪酸、オレイン酸などが多い。プロピレングリコールの沸点が188°Cであるため、脂肪酸とのエステル反応は150〜180°Cで行われる。市販品はモノエステル含量90%以上・ステアリン純度90%以上と、モノエステル含量70%以上・ステアリン純度約65%の2種類のプロピレングリコールモノステアレートが主である。HLB値は2〜3であるためO/W（水中油滴）型乳化には適さず、W/O（油中水滴）型乳化に用いた場合でも結果は良好ではない。乳化目的として使用されることは少ないが、油脂を含んだ食品での起泡性が良好で、粉末状態でも効果があるため、粉末ケーキミックスや粉末ホイップクリーム、液体ショートニングなどの起泡に用いられる。また、消泡剤としての用途もある。